# 이가 시비옹테크
이가 나탈리아 시비옹테크(폴란드어: Iga Natalia Świątek, 폴란드어 발음: [ˈiɡa naˈtalja ˈɕfjɔntɛk] ( 듣기), 2001년 5월 31일~)는 폴란드의 테니스 선수이다. 

## 경력
바르샤바 출신이다. 
2020년 10월 10일 19세의 나이로 프랑스 오픈 여자단식 부문에서 우승했다. 이는 1992년 미국의 모니카 셀레스 이후 최연소 우승 기록이다.
프랑스 오픈(3관왕), US 오픈(1관왕)에서 여자 단식의 우승하였다.

## 역대 기록

### 그랜드 슬램 결승

#### 단식: 5회 진출 (우승 5회)
| 결과 | 연도 | 대회        | 코트   | 결승 상대       | 스코어        |
| 우승 | 2020 | 프랑스 오픈 | 클레이 | 소피아 케닌     | 6–4, 6–1      |
| 우승 | 2022 | 프랑스 오픈 | 클레이 | 코코 가우프     | 6–1, 6–3      |
| 우승 | 2022 | US 오픈     | 하드   | 온스 자베르     | 6–2, 7–6(7–5) |
| 우승 | 2023 | 프랑스 오픈 | 클레이 | 카롤리나 무초바 | 6-2, 5-7, 6-4 |
| 우승 | 2024 | 프랑스 오픈 | 클레이 | 자스민 파올리니 | 6-2, 6-1      |